# Wohnsiedlung Limmat I
Die Wohnsiedlung Limmat I ist eine aus drei Baugevierten bestehende Überbauung an der Limmatstrasse im Industriequartier in Zürich, die in den Jahren 1908 und 1909 erstmals bezogen werden konnte. Sie war die erste Siedlung des gemeinnützigen Wohnungsbaus der Stadt Zürich. 

## Lage
Die Überbauung befindet sich zwischen der Heinrichstrasse und der Limmatstrasse – der östliche Block grenzt an den Limmatplatz und ist gegen Osten offen, der mittlere geschlossene Block liegt zwischen der Motoren- und der Gasometerstrasse, der westliche Block endet in der Nähe der Quellenstrasse und ist gegen Westen offen.

## Geschichte
Mitte des 19. Jh. mangelte es an Wohnraum in der Stadt. Viele Wohnungen waren schlecht und unhygienisch. Weder Markt noch Bürgerschaft oder Unternehmer mit sozialer Gesinnung waren in der Lage, Abhilfe zu schaffen. Die Stadt beschloss deshalb erstmals selbst im Wohnbau aktiv zu werden. Mit Förderung von genossenschaftlichem Wohnungsbau und selbst errichteten Siedlungen sollte besonders für benachteiligte Bevölkerungskreise Wohnraum geschaffen werden.
Die Siedlung war Ende der 1900er-Jahre bezugsbereit. In den 1970er-Jahren sollte die Siedlung abgerissen werden und einer neuen grossen Überbauung weichen. Von dem Projekt wurde abgelassen und stattdessen die Siedlung renoviert. Die Wohnungen erhielten Zentralheizungen statt Zimmeröfen und eigene Bäder. Die Waschküche wurde vom Dachgeschoss in den Keller verlegt, sodass pro Haus unter dem Dach Raum für eine zusätzliche Wohnung entstand.

## Bauwerk
Die drei gelb verputzten Blockrandbauten wurden von Friedrich Wilhelm Fissler, dem damaligen Stadtbaumeister, entworfen. Ein Novum waren die begrünten Innenhöfe, welche die Siedlung von den üblichen Mietskasernen abhob. Die Siedlung umfasst 253 Wohnungen, deren Grösse von 30 m² grossen 1-Zimmer-Wohnungen bis zu 104 m² grossen 4 ½-Zimmer-Wohnungen reicht, wobei die Hälfte der Wohnungen 3-Zimmer-Wohnungen mit einer Fläche von 54 bis 75 m² sind.